# Colostygia nigrolineata
Colostygia nigrolineata là một loài bướm đêm trong họ Geometridae.